# Svenja Jung
Pour les articles homonymes, voir Jung.
Svenja Jung, née le 28 mars 1993, est une actrice allemande.

## Biographie
Svenja Jung est née à Weroth en Rhénanie-Palatinat.

## Filmographie
- 2014 : Unter uns (série télévisée) : Lisa Brück (38 épisodes)
- 2015 : Heldt (de) (série télévisée) : Mandy (2 épisodes)
- 2015 : Die Mitte der Welt (de)[1]
- 2016 : Darth Maul: Apprentice (de) : une des Jedi
- 2016 : Le Renard (série télévisée) : Johanna
- 2016 : Centre of My World : Kat
- 2016 : Fucking Berlin (de) : Sonja
- 2016 : Verrückt nach Fixi : Mädel
- 2017 : Ostfriesenkiller (téléfilm) : Sylvia Kleine
- 2017 : Armans Geheimnis (série télévisée) : Milena (13 épisodes)
- 2017 : Division criminelle (SOKO Köln) (série télévisée) : Heike Martens
- 2017 : Zarah – Wilde Jahre (de) (série télévisée) : Jenny Olsen[2] (6 épisodes)
- 2017 : Alerte Cobra (série télévisée) : Elena Einhoff
- 2018 : Letzte Spur Berlin (série télévisée) : Anna Schrader
- 2018 : Beat (de) (série télévisée) : Nani (7 épisodes)
- 2018 : Tsokos: Zersetzt (téléfilm) : Jana Forster
- 2018 : Der süße Brei (téléfilm) : Jola
- 2018 : À contre-courant (Electric Girl) : Lissy
- 2019 : A Gschicht über d'Lieb : Maria
- 2018-2019 : Tatort (série télévisée) : Selina Greve / Doro 'Birdy' Meisner (2 épisodes)
- 2019 : Traumfabrik : Melanie Melzer
- 2019 : Ihr letzter Wille kann mich mal! (téléfilm) : Ella
- 2019 : Schlaf gut, Du auch (court métrage) : Léonie
- 2019 : Jenseits der Angst (téléfilm) : Karin Korschack
- 2020 : Deutschland 89 (série)
- 2022 : L'Impératrice (série télévisée) (Die Kaiserin) : comtesse Louise Gundemann
- 2024 : Crooks : Samira Treptow